# 생루이섬

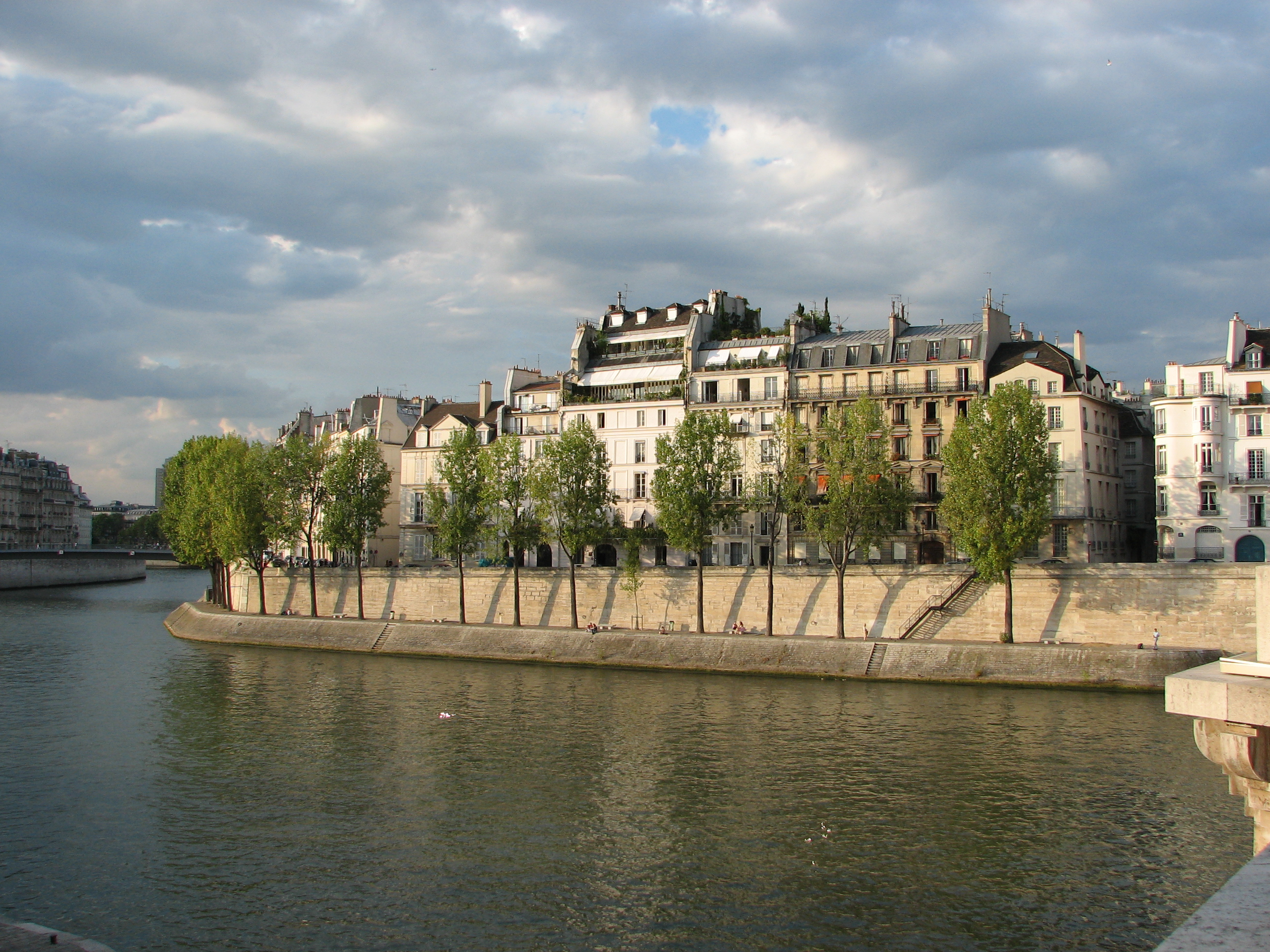
생루이섬 남단

생루이섬(프랑스어: Île Saint-Louis)은 프랑스 파리 센강에 있는 두 개의 자연 섬 가운데 하나로 행정 구역상으로는 파리 4구에 속한다.

## 개요
센 강에 있는 하중도 가운데 생루이섬과 시테섬은 자연 섬이며 시뉴섬은 인공 섬이다. 섬 이름은 프랑스 국왕 루이 9세에서 유래된 이름이다.
섬 안에는 시테섬을 연결하는 생루이 교가 있다. 도시 개발 사업 이전까지는 소 시장과 목재 적재장이 들어서 있었지만 17세기 앙리 4세와 루이 8세 때부터 도시 개발 사업이 시작되었다. 섬에는 좁은 일방 통행로만 있고 철도역은 없으며 버스 정류장 2개가 있다. 주택 단지가 대부분이지만 음식점과 상점, 커피 전문점과 아이스크림 전문점 그리고 대규모 성당(생루이섬 대성당)도 들어서 있다.

## 갤러리

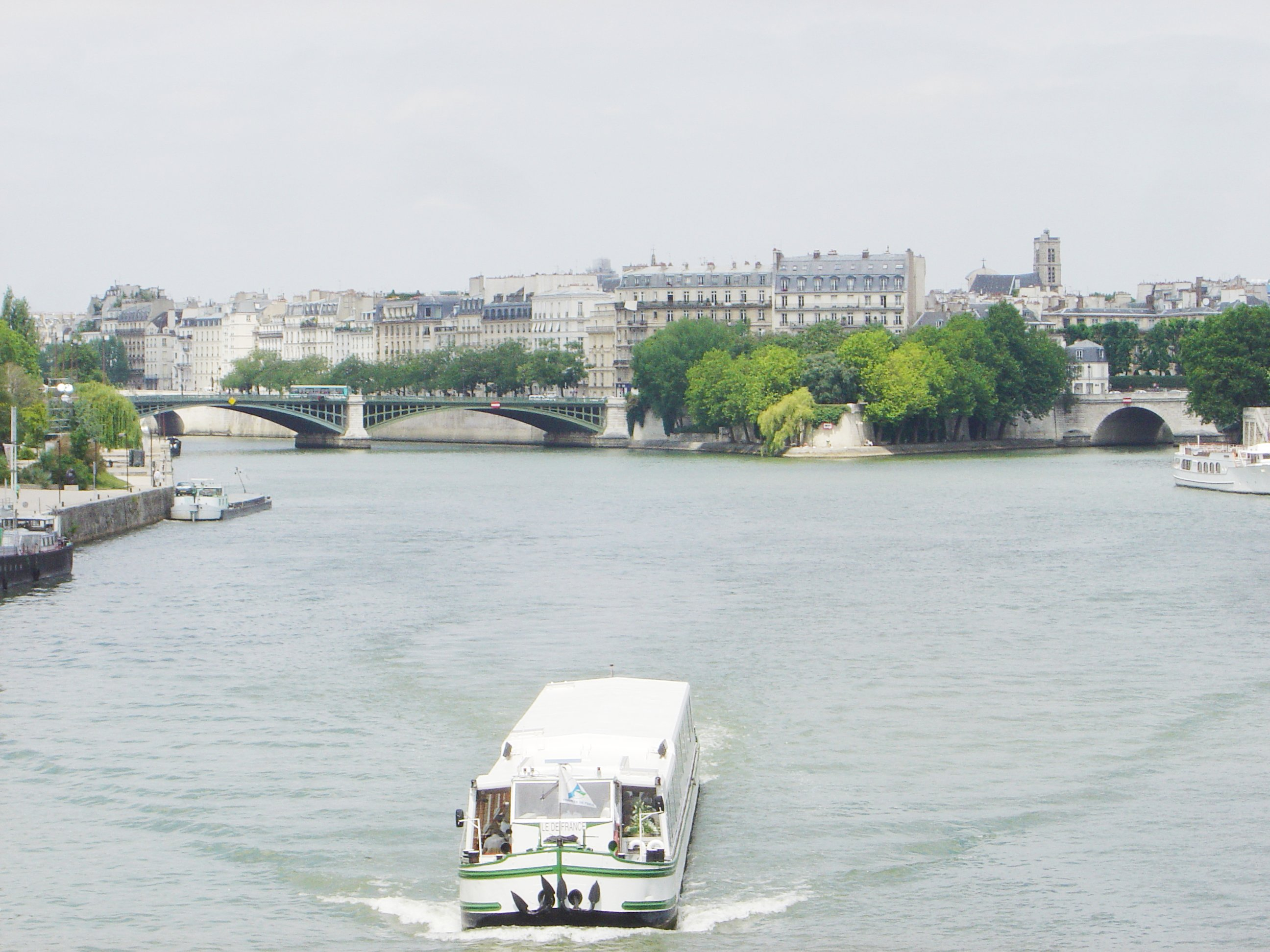
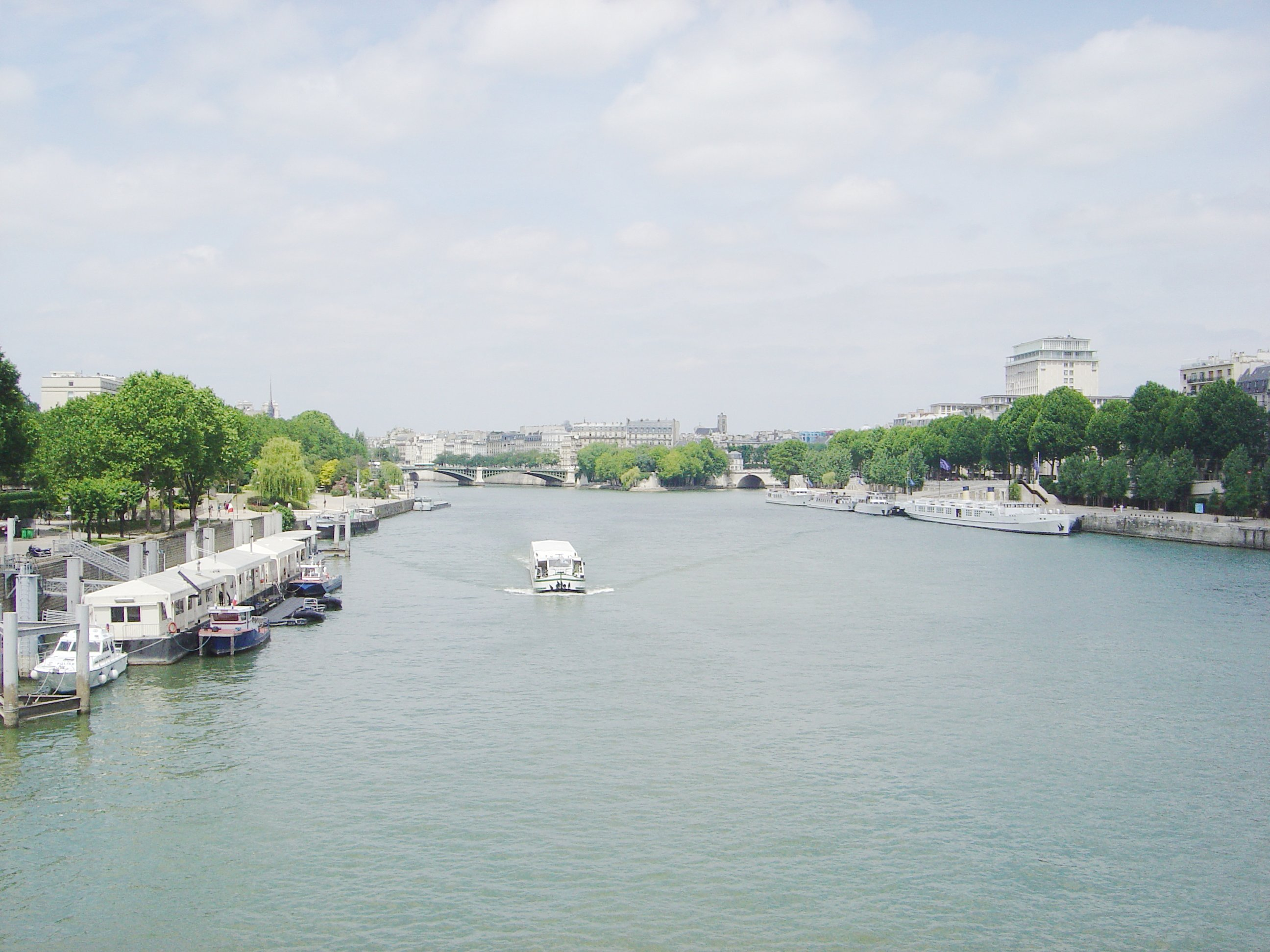
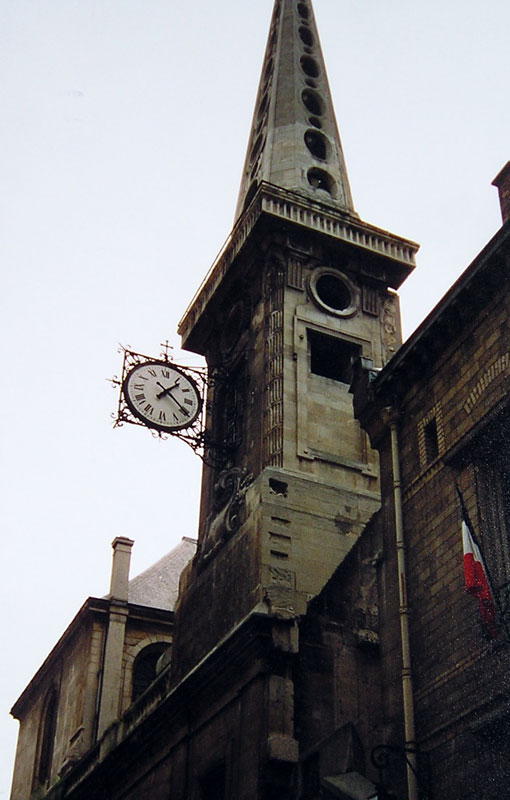